# داربيدهفت تششمة عليا (مقاطعة دلفان)
داربيدهفت تششمة عليا (بالفارسية: داربیدهفت چشمه علیا) هي قرية تقع في قسم كاكاوند الشرقي الريفي (مقاطعة دلفان) في إيران. يقدر عدد سكانها بـ 55 نسمة .